# Smicripidae
Smicripidae (лат.) — семейство насекомых инфраотряда Кукуйиформные из отряда жесткокрылых, включающее в себя единственный род Smicrips.

## Распространение
Встречаются в Северной Америке.

## Палеонтология
В ископаемом состоянии семейство отмечено из мелового бирманского янтаря, а также из эоценовых французского, ровенского и балтийского янтарей.

## Классификация
Род Smicrips был описан в 1878 году крупнейшим американским энтомологом Джоном Лоренсом Леконтом (13.V.1825 — 15.XI.1883; описал более 5000 видов жуков) и в 1879 году выделено в отдельное семейство энтомологом Walter Horn (1871—1939). Это семейство часто сближают с Nitidulidae и Brachypteridae (=Kateretidae) и даже выделяют вместе с ними в отдельное надсемейство Nitiduloidea (Hieke, 1989; Audisio, 1993; Crowson, 1995).
- Smicrips LeConte, 1878 (=Tisiphone Reitter, 1876; преоккупипровано одноимённым родом, описанным в 1816 году в семействе бабочек Nymphalidae)
  - Smicrips chontalena
  - †Smicrips cretacea, бирманский янтарь
  - Smicrips distans
  - Smicrips exilis
  - Smicrips mexicana
  - Smicrips palmicola LeConte, 1878 — Флорида, Джорджия
  - Smicrips texana (Casey, 1916) — Техас